# 210997 Guenat
210997 Guenat è un asteroide della fascia principale. Scoperto nel 2001, presenta un'orbita caratterizzata da un semiasse maggiore pari a 2,1574108 UA e da un'eccentricità di 0,1070906, inclinata di 4,92433° rispetto all'eclittica.